# Fines herbes
Fines herbes (Frans voor fijne kruiden) is een klassiek mengsel van keukenkruiden. 
Oorspronkelijk bestaat het mengsel uit bieslook, kervel, peterselie en dragon, maar ook andere kruiden als rozemarijn, tijm en basilicum worden er wel in gebruikt.
Fines herbes wordt gebruikt in diverse gerechten, maar vooral in soepen, sauzen, kaas- en eiergerechten.

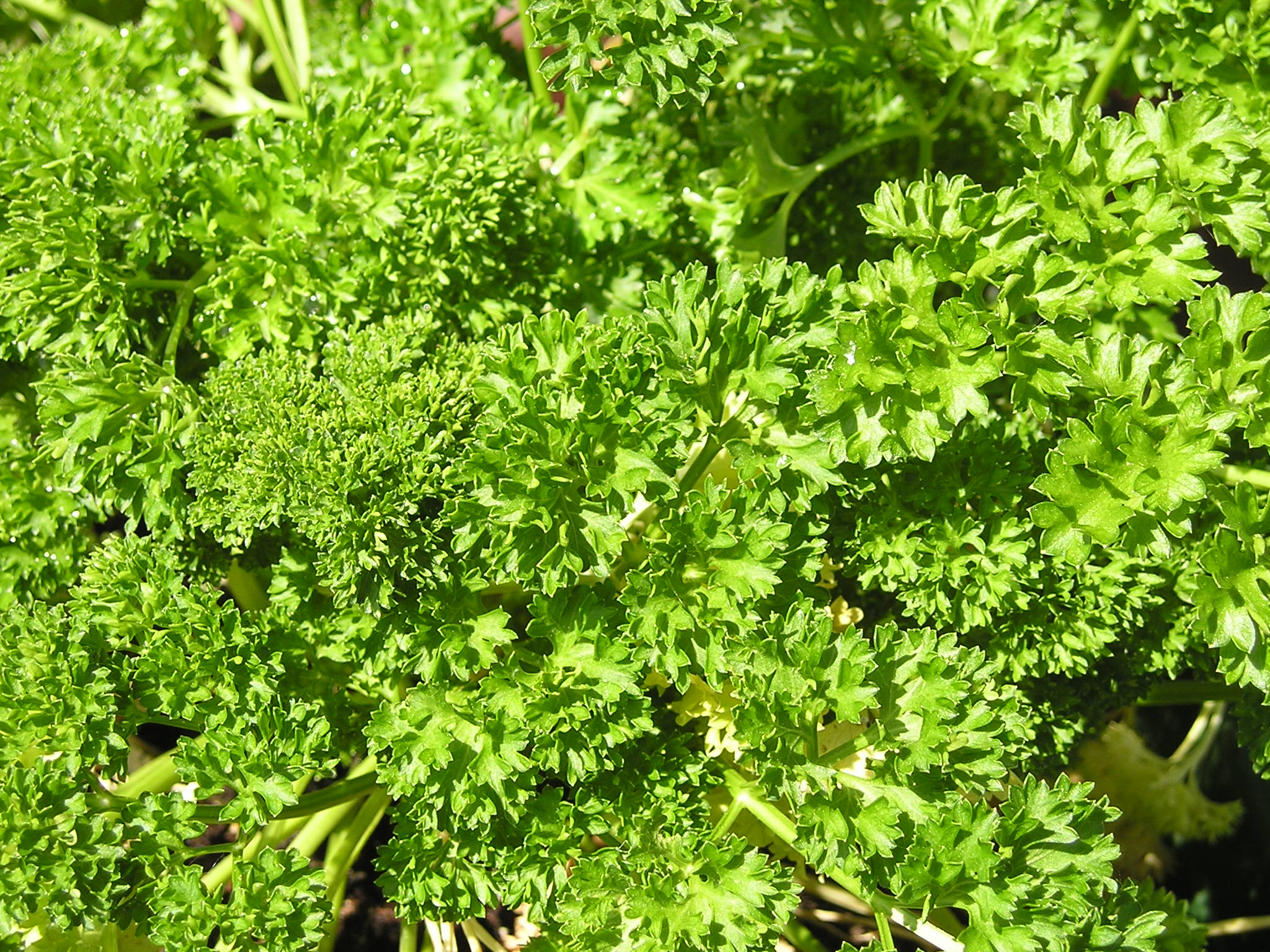
peterselie
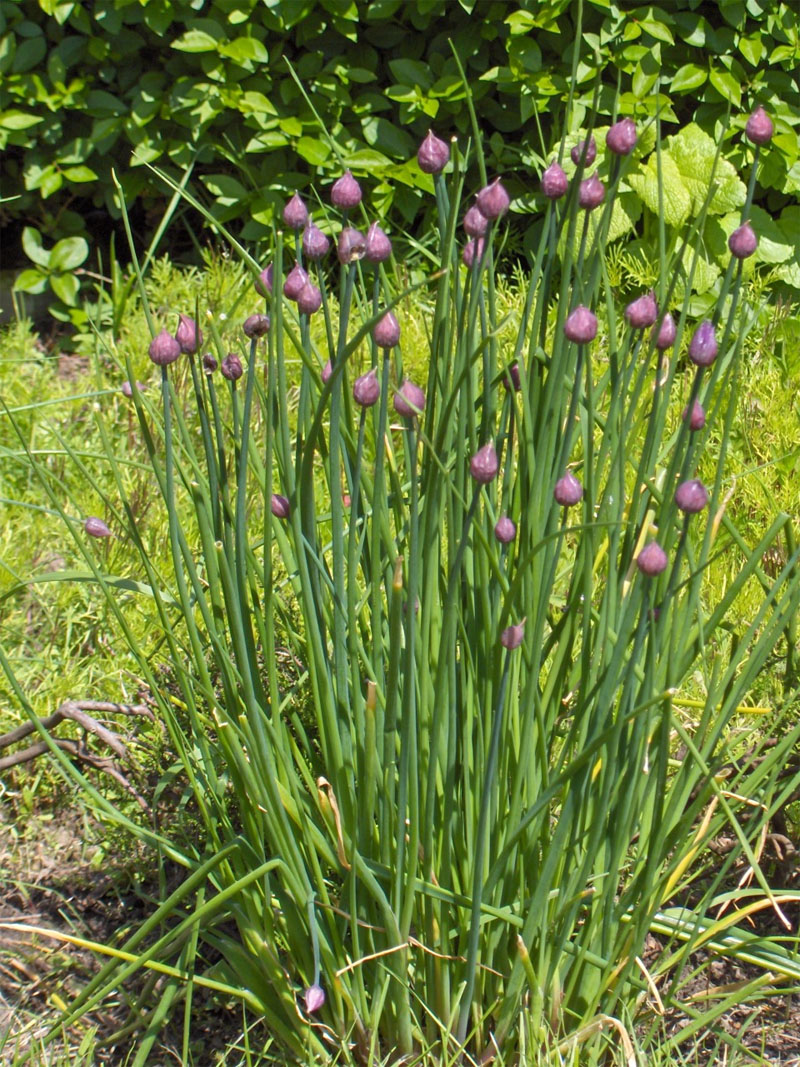
bieslook
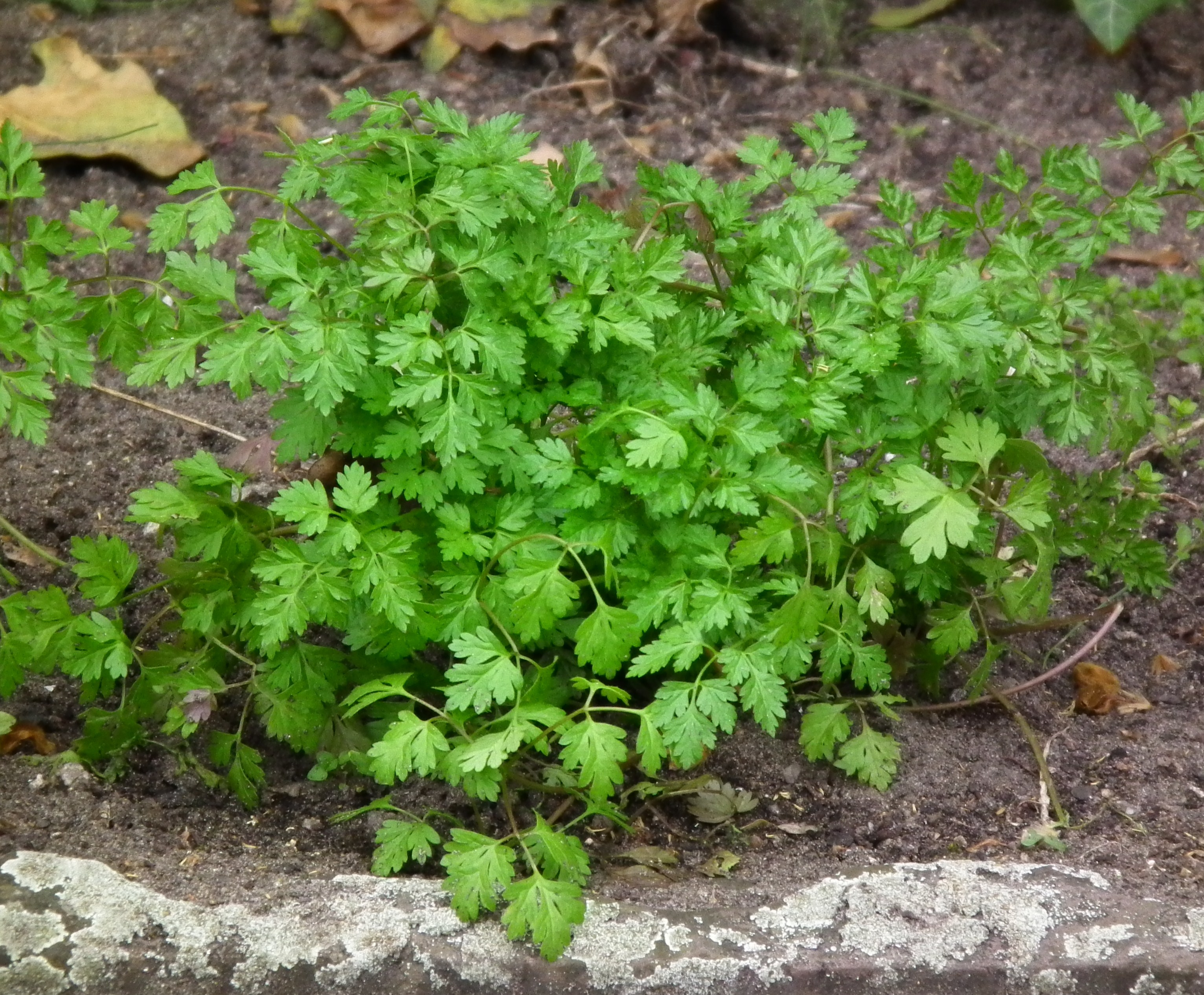
kervel
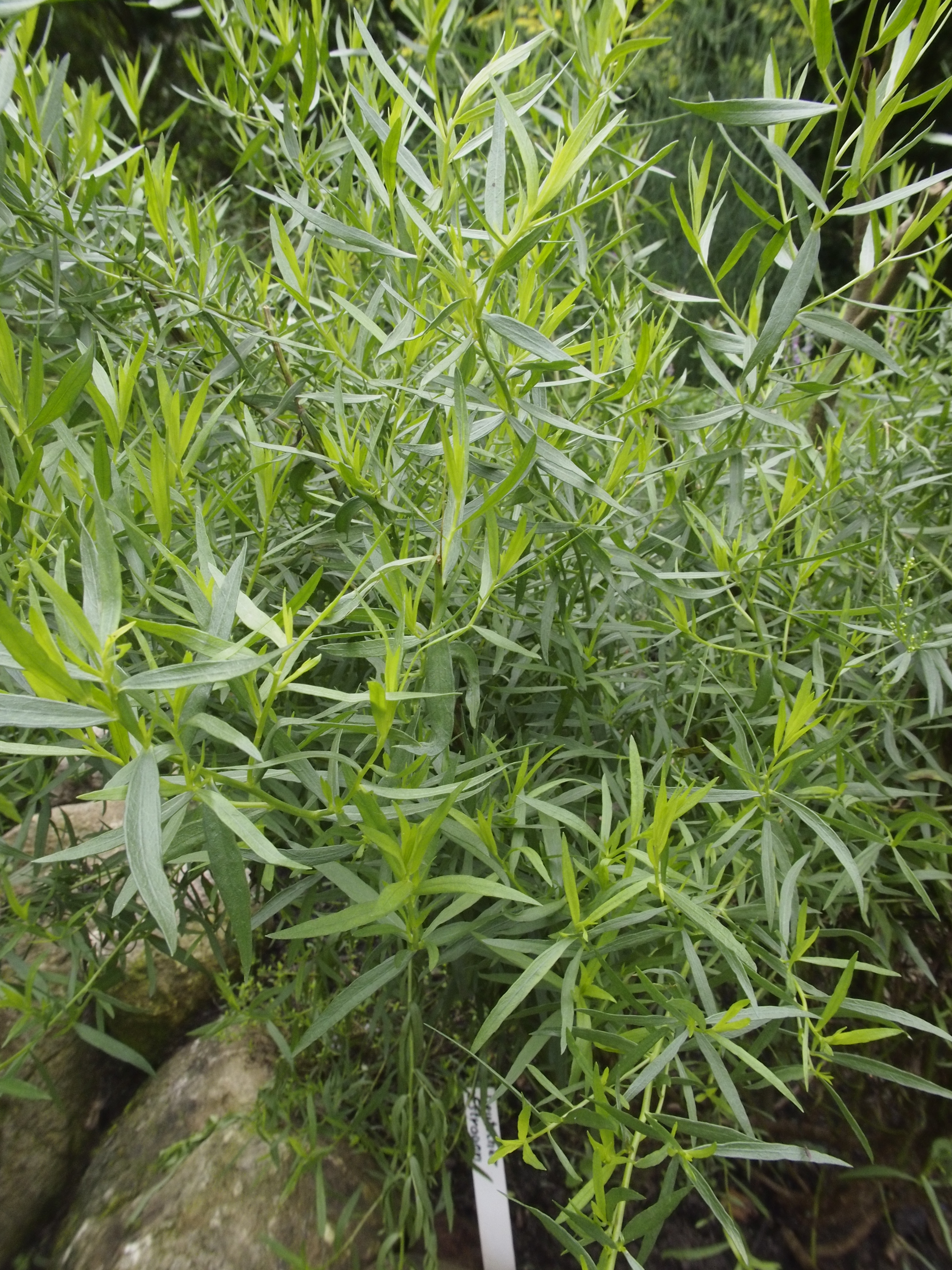
dragon
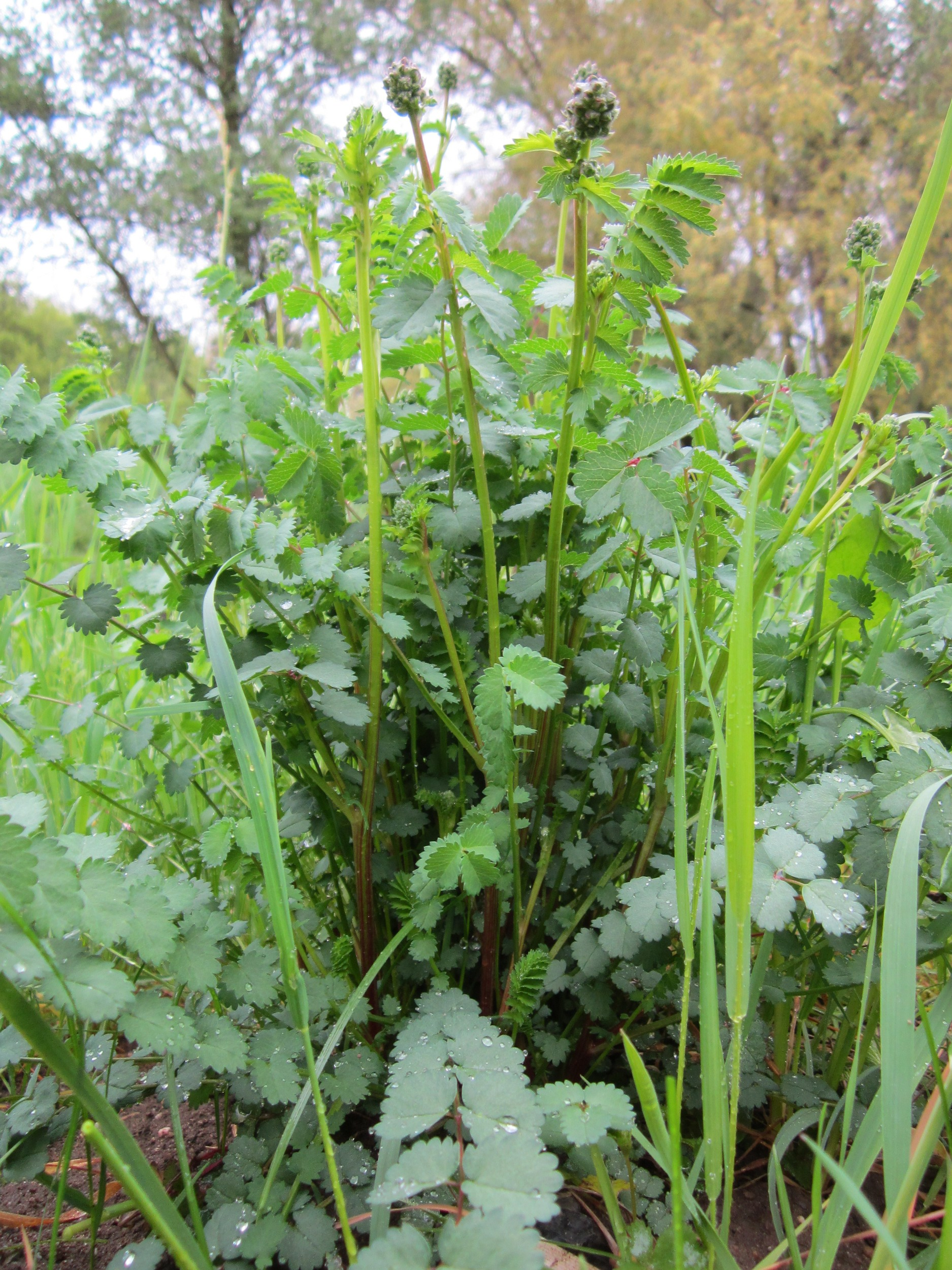
Kleine pimpernel